# Рид Појнт (Монтана)
Рид Појнт (енгл. Reed Point) насељено је место без административног статуса у америчкој савезној држави Монтана.

## Демографија
По попису из 2010. године број становника је 193, што је 8 (4,3%) становника више него 2000. године.
| Група             | 2000.       | 2010.       |
| Белци             | 174 (94,1%) | 176 (91,2%) |
| Афроамериканци    | 0 (0,0%)    | 0 (0,0%)    |
| Азијати           | 0 (0,0%)    | 0 (0,0%)    |
| Хиспаноамериканци | 7 (3,8%)    | 8 (4,1%)    |
| Укупно            | 185         | 193         |